# Amars öppning
Den här artikeln använder algebraisk schacknotation för att beskriva schackdragen.
Amars öppning, även kallad Parisöppningen, ammoniaköppningen och den fulla springarens öppning, är en ovanlig schacköppning som definieras av draget:
1. Sh3
Möjliga fortsättningar för vit:
1.Sh3
2.f3
3.g4
4.Lg2
5. 0-0
Denna uppställning liknar Birds öppning i sin struktur, saknar dock pyramidformen av bondeformationen, men inkluderar en fianchetterad löpare som skyddar springaren och har en indirekt attack mot centrum. Efter rockad är det viktigt att skydda kungssidan så man inte blir inträngd och totalt överkörd, eftersom motståndaren kommer med stor sannolikhet att rikta attacken där.
Övriga Varianter
Parisgambit
1.Sh3 d5 
2.g3 e5 
3.f4? Lxh3 
4.Lxh3 exf4
Grants gambit
Samma som ovan med tillägget:
5.0-0 fxg3 
6.hxg3
Krazy Kat: 
1.Sh3 e5
2.f3 d5
3.Nf2
Övrigt
Amars Öppning är en öppning som kräver mer studier om dess komplexitet. Flertalet anser att den är en av de inte bara mer ovanliga öppningarna, utan även en av de sämre.
Öppningen kan dock vara överraskande, speciellt i blitz, bullet eller ultrabullet.